# Ausås mölla

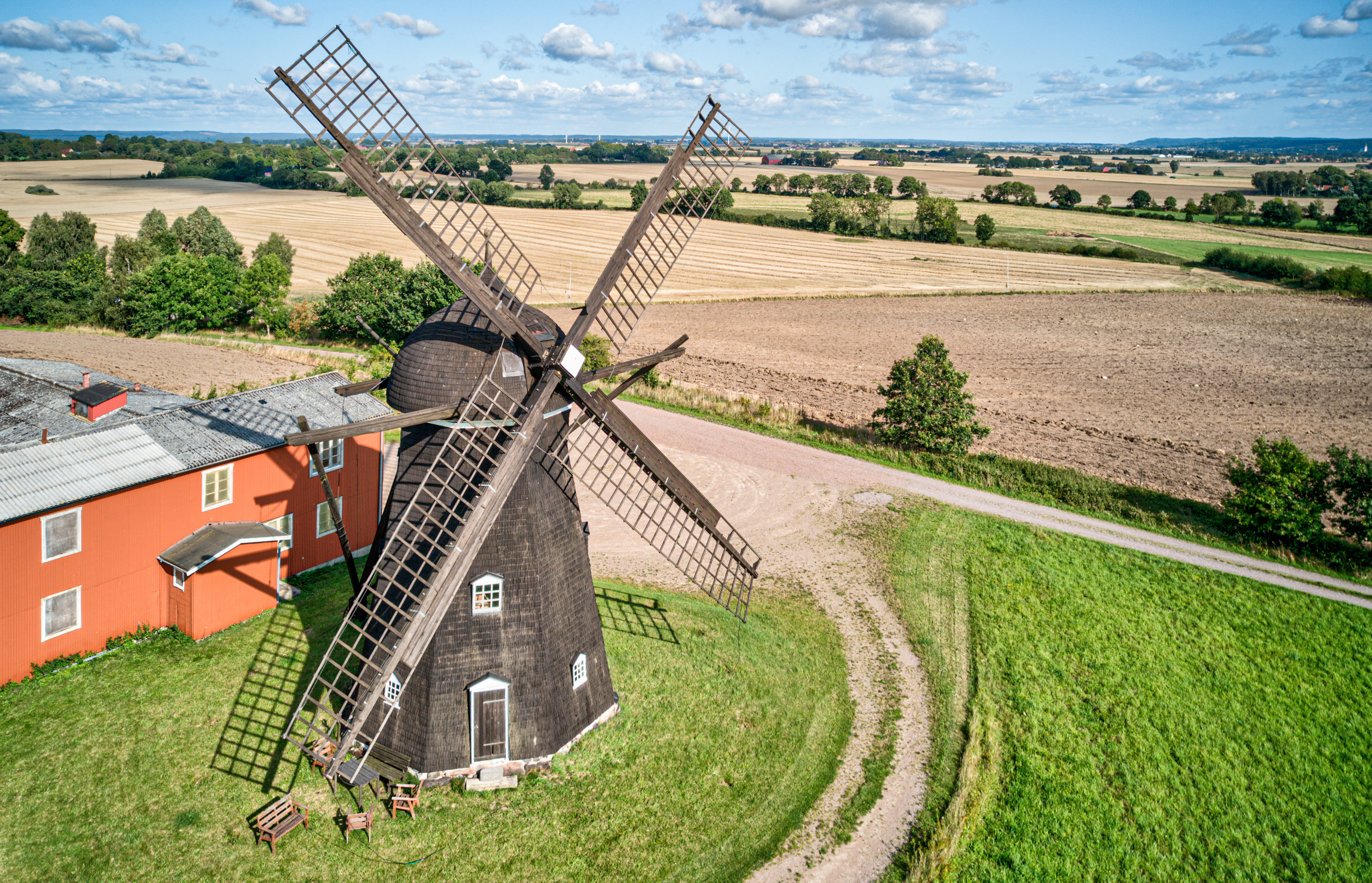
Ausås mölla i augusti 2021.

Ausås mölla är en väderkvarn av typen holländare i byn Ausås i Ängelholms kommun. Kvarnen uppfördes 1817 och var i bruk till 1950. Kvarnen ägs numera av Spannarpsortens hembygdsförening och är efter flera renoveringar, bland annat efter orkanen Gudrun 2005, i brukbart skick.